# Advena charon
Advena charon је пуж из реда Stylommatophora и фамилије Helicarionidae. 

## Угроженост
Ова врста се сматра угроженом.

## Распрострањење
Ареал врсте је ограничен на острво Норфолк.